# Beherit
Beherit är ett finskt black metal (1989–1993, 2009– )/dark ambient (1994–1995) band bildat år 1989 under namnet Horny Malformity. Bandet byte senare namn till Pseudochrist. Beherit släppte också demokassetten Down There... under namnet The Lord Diabolus.

## Medlemmar
Nuvarande medlemmar
- Sodomatic Slaughter (Jari Pirinen) – trummor (1989–1991, 1991–1993, 2007– )
- Nuclear Holocausto Vengeance (Marko Laiho) – sång, gitarr, keyboard, elektronik (1989–1991, 1991–1996, 2007– )
- Abyss, Twisted Baptizer (Pasi Kolehmainen) – basgitarr (2008– )
- Ancient Corpse Desekrator (Sami Tenetz) – gitarr (2008– )

Tidigare medlemmar
- GoatGoddess of Necrosodomy – keyboard
- Demon Fornication – basgitarr, bakgrundssång (1989–1993)
- Black Jesus (Arjo Wennström) – basgitarr (1993)
- Necroperversor – trummor (1993)
- Kimmo "Sir" Luttinen – trummor (1993–?)

Turnerande medlemmar
- Black Christ (Arjo Wennström) – basgitarr (1990)

## Diskografi
Demo
- 1990 – Seventh Blasphemy
- 1990 – Morbid Rehearsals
- 1990 – Demonomancy
- 1990 – Xmas Rehearsal
- 1991 – Unreleased Studio Tracks
- 1992 – Promo 1992

Studioalbum
- 1993 – Drawing Down the Moon
- 1994 – H418ov21.C
- 1995 – Electric Doom Synthesis
- 2009 – Engram
- 2011 – At the Devil's Studio 1990

EP
- 1991 – Dawn of Satan's Millennium
- 1993 – Messe Des Morts
- 2012 – Celebrate the Dead

Samlingsalbum
- 1991 – The Oath of Black Blood
- 1999 – Beast of Beherit - Complete Workxxx
- 2007 – H418ov21.C / Electric Doom Synthesis

Annat
- 1991 – "Werewolf, Semen and Blood" / "Obsessed by the Vision" (delad singel: Beherit / Death Yell)
- 1999 – Messe des Morts / Angelcunt (delad album med Archgoat)